# Роудс, Роберт Бен
Роберт Бенджамин Роудс (англ. Robert Benjamin Rhoades; род. 22 ноября 1945), также известный как Убийца на стоянке грузовиков (англ. The Truck Stop Killer) — американский серийный убийца и насильник.
Он был осуждён за три убийства и должен был предстать перед судом за два других, прежде чем обвинения были сняты из-за желания семей жертв. Кроме того, Роудс подозревается в пытках, изнасилованиях и убийствах более пятидесяти женщин в период с 1975 по 1990 год, основываясь на данных о маршрутах его грузовиков и пропавших женщинах в те годы, подпадающих под приметы остальных жертв Роудса. В то время, когда его поймали, Роудс утверждал, что занимался этой деятельностью в течение пятнадцати лет. Перед убийством своих жертв он в жестокой форме пытал и насиловал их в своём грузовике, который оборудовал специальной комнатой пыток. В период с 1987 по 1989 год его женой была Дебора Роудс. Роберт является бездетным. Был приговорён к пожизненному лишению свободы.

## В культуре

### Кино
- Полночь на злаковом поле (2021)